# Patria Football Club Tongres
Ne pas confondre avec le K. Tongersche SV "Cercle" (matricule 73 puis 54), club avec lequel il fusionne en 1969 pour former le KSK Tongres (matricule 54).
Dernière mise à jour : 1er juin 2011.
Le Patria FC Tongres est un ancien club de football belge, localisé dans la ville de Tongres. Fondé en 1916, il entretient une longue rivalité avec le Cercle Sportif Tongrois, l'autre club de la ville. Malgré cette rivalité, les deux clubs fusionnent en 1969, et forment le KSK Tongres. Le Patria joue 37 saisons dans les divisions nationales, dont 3 au deuxième niveau.

## Histoire
Le Patria FC Tongres est fondé le 17 août 1916, et s'affilie à l'Union belge quelques mois plus tard, au début de l'année 1917. En 1926, le club reçoit le matricule 71, tandis que l'autre club de Tongres, le Cercle Sportif, reçoit le matricule 73. Bien qu'ayant été fondé avant le Patria, le Cercle avait arrêté ses activités pendant la Première Guerre mondiale, et s'était ensuite réaffilié à l'Union belge le 23 avril 1917, soit quelques semaines après le Patria. Ceci conduit le club à poser une réclamation à la Fédération pour faire valoir son ancienneté sur le Patria. L'URBSFA lui attribue alors un nouveau matricule, « plus petit » que celui du Patria, le 54.
En 1929, le Patria rejoint pour la première fois les séries nationales, à l'époque composées de trois niveaux. Après quatre saisons, le club remporte sa série de Promotion et monte en Division 1. il y joue trois saisons, de 1933-1934 à 1935-1936, où il ne décroche que 8 points en 26 matches, score synonyme de retour à l'étage inférieur. Le club se stabilise en Promotion, et remporte le titre dans sa série en 1952. Mais la Fédération avait décidé de réformer ses compétitions pour la saison suivante, créant un quatrième niveau national, tout en réduisant le nombre de clubs présents aux deuxième et troisième niveau. Finalement, ce titre permet au Patria de... se maintenir en Division 3.
Trois ans plus tard, le club est relégué en Promotion, le nouveau quatrième niveau national. Il y reste jusqu'en 1969, jouant parfois le titre, sans parvenir à le remporter. Cette année-là, les deux clubs tongrois évoluent en Promotion, le Cercle ayant même fait un aller-retour vers les séries provinciales un an plus tôt. Les dirigeants des deux clubs décident alors d'enterrer la hache de guerre et de fusionner, dans l'espoir de remonter dans la hiérarchie du football belge. La fusion est entérinée le 1er juillet 1969, et le nouveau club, baptisé KSK Tongres, conserve le matricule 54 du Cercle. Le matricule 71 du Patria est quant à lui radié par la Fédération.

## Résultats sportifs
Statistiques clôturées - club disparu

### Bilan en séries nationales
| Niv | Divisions     | Jouées | Titres | TM Up | TM Down |
| --- | ------------- | ------ | ------ | ----- | ------- |
| I   | 1er nationale | 0      | 0      |       |         |
| II  | 2e nationale  | 3      | 0      |       |         |
| III | 3e nationale  | 20     | 2      |       |         |
| IV  | 4e nationale  | 14     | 0      |       |         |
|     |               |        |        |       |         |
|     | TOTAUX        | 37     | 2      |       |         |

- TM Up= test-match pour départager des égalités, ou toutes formes de Barrages ou de Tour final pour une montée éventuelle.
- TM Down= test-match pour départager des égalités, ou toutes formes de Barrages ou de Tour final pour le maintien.

### Classements saison par saison
| Ordre | Saison  | Nom du club                           | Niveau                    | Classement final | Remarques |
| ----- | ------- | ------------------------------------- | ------------------------- | ---------------- | --------- |
| 1     | 1929-30 | FC Patria Tongres                     | Promotion (D3) série C    | 7e/14            |           |
| 2     | 1930-31 | FC Patria Tongres                     | Promotion (D3) série C    | 12e/14           |           |
| 3     | 1931-32 | FC Patria Tongres                     | Promotion (D3) série D    | 5e/14            |           |
| 4     | 1932-33 | FC Patria Tongres                     | Promotion (D3) série D    | Champion         | Promu     |
| 5     | 1933-34 | FC Patria Tongres                     | Division 1(D2) série B    | 12e/14           |           |
| 6     | 1934-35 | FC Patria Tongres                     | Division 1(D2) série B    | 11e/14           |           |
| 7     | 1935-36 | FC Patria Tongres                     | Division 1(D2) série A    | 14e/14           | Relégué   |
| 8     | 1936-37 | FC Patria Tongres                     | Promotion(D3) série C     | 4e/14            |           |
| 9     | 1937-38 | FC Patria Tongres                     | Promotion(D3) série B     | 11e/14           |           |
| 10    | 1938-39 | FC Patria Tongres                     | Promotion(D3) série D     | 8e/14            |           |
|       | 1939-40 | Compétitions arrêtées                 |                           |                  |           |
|       | 1940-41 | Compétitions régionales               |                           |                  |           |
| 11    | 1941-42 | FC Patria Tongres                     | Promotion(D3) série D     | 8e/14            |           |
| 12    | 1942-43 | FC Patria Tongres                     | Promotion(D3) série A     | 8e/16            |           |
| 13    | 1943-44 | FC Patria Tongres                     | Promotion(D3) série D     | 14e/16           |           |
|       | 1944-45 | Compétitions arrêtées                 |                           |                  |           |
| 14    | 1945-46 | FC Patria Tongres                     | Promotion(D3) série D     | 7e/18            |           |
| 15    | 1946-47 | FC Patria Tongres                     | Promotion(D3) série C     | 6e/17            |           |
| 16    | 1947-48 | FC Patria Tongres                     | Promotion(D3) série B     | 10e/16           |           |
| 17    | 1948-49 | FC Patria Tongeren                    | Promotion(D3) série C     | 12e/16           |           |
| 18    | 1949-50 | FC Patria Tongeren                    | Promotion(D3) série D     | 11e/16           |           |
| 19    | 1950-51 | FC Patria Tongeren                    | Promotion(D3) série C     | 5e/16            |           |
| 20    | 1951-52 | K. FC Patria Tongeren                 | Promotion(D3) série D     | Champion         |           |
| 21    | 1952-53 | K. FC Patria Tongeren                 | Division 3 série A        | 13e/16           |           |
| 22    | 1953-54 | K. FC Patria Tongeren                 | Division 3 série B        | 5e/16            |           |
| 23    | 1954-55 | K. FC Patria Tongeren                 | Division 3 série A        | 15e/16           |           |
| 24    | 1955-56 | K. FC Patria Tongeren                 | Promotion série D         | 8e/16            |           |
| 25    | 1956-57 | K. FC Patria Tongeren                 | Promotion série A         | 4e/16            |           |
| 26    | 1957-58 | K. FC Patria Tongeren                 | Promotion série D         | 10e/16           |           |
| 27    | 1958-59 | K. FC Patria Tongeren                 | Promotion série D         | 9e/16            |           |
| 28    | 1959-60 | K. FC Patria Tongeren                 | Promotion série B         | 4e/16            |           |
| 29    | 1960-61 | K. FC Patria Tongeren                 | Promotion série C         | 7e/16            |           |
| 30    | 1961-62 | K. FC Patria Tongeren                 | Promotion série D         | 12e/16           |           |
| 31    | 1962-63 | K. FC Patria Tongeren                 | Promotion série C         | 14e/16           |           |
| 32    | 1963-64 | K. FC Patria Tongeren                 | Promotion série C         | 12e/16           |           |
| 33    | 1964-65 | K. FC Patria Tongeren                 | Promotion série A         | 2e/16            |           |
| 34    | 1965-66 | K. FC Patria Tongeren                 | Promotion série B         | 2e/16            |           |
| 35    | 1966-67 | K. FC Patria Tongeren                 | Promotion série C         | 8e/16            |           |
| 36    | 1967-68 | K. FC Patria Tongeren                 | Promotion série D         | 3e/16            |           |
| 37    | 1968-69 | K. FC Patria Tongeren                 | Promotion série B         | 7e/16            |           |
|       | 1969    | Fusion avec K. Tongersche SV "Cercle" | Le matricule 73 disparaît |                  |           |